# Pîșcealnîkî, Kaniv
Pîșcealnîkî (în ucraineană Пищальники) este un sat în comuna Potapți din raionul Kaniv, regiunea Cerkasî, Ucraina.

## Demografie
Componența lingvistică a localității Pîșcealnîkî
     Ucraineană (94,05%)
     Rusă (5,36%)
     Alte limbi (0,6%)
Conform recensământului din 2001, majoritatea populației localității Pîșcealnîkî era vorbitoare de ucraineană (94,05%), existând în minoritate și vorbitori de rusă (5,36%).